# Gudrun Hochmayr
Gudrun Hochmayr (* 1970 in Vöcklabruck) ist eine österreichische Rechtswissenschaftlerin.

## Leben
Nach dem Diplomstudium (1989–1994) der Rechtswissenschaften an der Universität Salzburg, dem Doktoratsstudium (1994–1996) der Rechtswissenschaften an der Universität Salzburg und der Verleihung der Lehrbefugnis 2004 für die Fächer „Strafrecht und Strafprozessrecht“ war sie ab Oktober 2009 Professorin für Strafrecht, insbesondere Europäisches Strafrecht und Völkerstrafrecht an der Europa-Universität Viadrina. Einen Ruf an die Universität Graz lehnte sie 2013 ab. Seit März 2025 ist sie Professorin für Strafrecht und Strafverfahrensrecht an der Universität Innsbruck.

## Schriften (Auswahl)
- Subsidiarität und Konsumtion. Ein Beitrag zur strafrechtlichen Konkurrenzlehre. Wien 1997, ISBN 3-214-07940-9.
- Strafbarer Besitz von Gegenständen. Zur Reichweite der Strafdrohungen für den (bloßen) Besitz von Waffen, Suchtmitteln, Kinderpornographie, etc. Wien 2005, ISBN 3-214-07409-1.
- Strafrecht und Strafprozessrecht. 12 Diplomprüfungsfälle mit Lösungen. Wien 2007, ISBN 3-7083-0487-X.
- als Herausgeberin mit Bernard Łukańko und Maciej Małolepszy: Das Problem der überlangen Verfahrensdauer im demokratischen Rechtsstaat. Tübingen 2017, ISBN 3-16-155359-4.